# Park Royal Vehicles
Компания Park Royal Vehicles (1889—1980) была основана в Лондоне. Вместе с филиалом, расположенном в Лидсе — Charles H. Roe, была одной из ведущих британских компаний-производителей кузовов автобусов в Лондоне.
В 1949 году стала частью Associated Commercial Vehicles Ltd, куда также входила компания AEC (производитель шасси). Эта большая корпорация удовлетворяла потребности Лондона в транспорте и снабжала своей продукцией других больших компаний-владельцев парков машин. Именно в Park Royal был произведён знаменитый автобус Routemaster.
На счету Park Royal также имеется множество других автобусов и обширный спектр машин, включая первое лондонское дизельное такси, несколько автодрезин (железнодорожных вагонов) и автомобилей для военных нужд во время второй мировой войны. Во время второй мировой войны компания также принимала участие в производстве бомбардировщиков Halifax, производя консоли крыльев и капоты двигательных отсеков.

## Хронология
- 1962 — ACV Group объединилась с Leyland Motors Ltd.
- 1968 — Leyland Motors Ltd стала British Leyland Motor Corporation благодаря слиянию Leyland и British Motor Holdings.
- 1975 — British Leyland была национализирована лейбористским правительством (Labour Government) и вслед за этим закрылись многие филиалы.
- 1979 — был закрыт филиал АЕС.
- 1980, июль — был закрыт филиал Park Royal.